# فرودگاه صحرایی ایست لینتن
فرودگاه صحرایی ایست لینتن (به انگلیسی: East Linton (Kerr Field) Aerodrome) یک فرودگاه همگانی است که یک باند فرود چمن و شن دارد و طول باند آن ۷۳۲ متر است. این فرودگاه در کشور کانادا قرار دارد و در ارتفاع ۲۲۹ متری از سطح دریا واقع شده است.